# Sjoemelaars en Sjacheraars
Sjoemelaars en Sjacheraars is een televisieprogramma uit 2007 op de Nederlandse televisiezender Tien.
In dit programma probeert men oplichters te ontmaskeren. Dit gebeurt door vijf onrechtbestrijders die zogenaamd een gezin vormen. Ze ontvangen de oplichters in een huis dat vol hangt met camera's en geluidsapparatuur. Het zogenaamde gezin bestaat uit: Theo, Marja, Nienke, Sander en Ada.
Het programma is gebaseerd op het programma Undercover in Nederland van SBS6. Het grote verschil is alleen dat Undercover in Nederland naar verschillende locaties gaat en bij Sjoemelaars en Sjacheraars blijven ze op 1 locatie, namelijk een huis.